# Абстрактне і конкретне
Абстра́ктне і конкре́тне (від лат. abstraho — відтягую, відриваю; лат. concretus — згущений, затверділий, цілісний) — філософські терміни, що застосовуються і як слова звичайної мови.

## Поняття
У філософії ці терміни мають дещо відмінний зміст в онтології, епістемології, психології. В онтології їх застосовують у класифікації (поділі) об’єктів на одиничні (індивіди, партикулярії) та загальні (універсалії). Саме одиничні об’єкти передусім і є цілісними, зв’язаними (конкретними) утвореннями. До них належать так звані фізичні тіла (зокрема біологічні): їм властива просторово-часова локалізація і сталість (лат. res exensa); вони зберігають свою ідентичність, якщо загальні передумови їхнього буття не змінилися. Ці фізичні тіла (які можуть бути у твердому, рідкому та газоподібних станах) називають також емпіричними об’єктами – вони, як правило, є джерелом наших відчуттів та сприймань. Особливим видом фізичного тіла (фіз. матерії) є поля (гравітац., електромагнітні). Ідентифікацію тіл здійснюють або за певними зовнішніми ознаками (зокрема способом їхньої взаємодії з іншими тілами), або ж за внутрішньою структурою (наприклад, будовою молекули чи атома). Структурна ідентифікація передбачає виокремлення (шляхом аналізу) деяких елементарних тіл та способу зв’язку цих «простих» тіл у певне складне ціле. Кожна з наук передбачає певний рівень (глибину) розкладу цілого на простіші складники (аналіз); звідси зрозуміло, що поняття простого і складного є відносним – залежно від того, що береться за базисні (елементарні) одиниці аналізу. 

## Види
Однак до одиничних об'єктів належать не тільки фізичні тіла, а й психічні утворення – індивідуальна психіка, «душа», психічні стани, образи, думки тощо (лат. res cogitans, intelligens, imaginans, sentiens, volens і т. п.). Наприклад, сприймання фізичного об'єкта є психічним об'єктом. До одинич. об'єктів належать не тільки одиничні сталості, а й зміни (події) та процеси. Процес – це послідовність взаємопов'язаних змін. Отже, процес необхідно відрізняти від послідовності ніяк не пов'язаних між собою змін (подій). 
Серед названих основних видів одиничних цілостей розрізняють простіші утворення і комплекси (складні цілості), а також сукупності (чи послідовності) – просте «сусідство» у просторі і часі певних тіл, подій, процесів. В онтології перерахованим конкретним об'єктам протиставляють абстрактні, або, інакше, теоретичні об'єкти (див. Теорія). Абстрактні об'єкти є розумовими утвореннями, які з'являються внаслідок того, що в мисленні ми неначе відокремлюємо від конкрет. об'єктів ознаки (властивості), форми і структури, субстанції, зв'язки та відношення. Так з'являються абстрактні поняття, ідеї та теорії. 

Хоча будь-яке поняття правомірно відносити до абстракт. об'єктів (res cogitans), у логіці поняття, як правило, поділяють на К. та А.: поняття тим абстрактніше, чим більше якась ознака (форма, структура, відношення) мислиться у відриві від носія цих ознак. Наприклад, припускають, що за словом «вологість» стоїть більш абстрактне поняття, ніж за словом «вологе», бо в першому випадку мислять властивість, узяту більшою мірою у відриві від носія цієї властивості, ніж у другому випадку. Але важливішим в онтології є питання про природу абстрактних об'єктів. Прикладом може бути суперечка щодо природи математичних понять (див. Філософія математики). У новочасному емпіризмі наївно припускалося, що абстрактні поняття утворюються тільки шляхом порівняння і відокремлення спільних ознак (форм, структур, зв'язків, відношень). Тим самим недооцінювали активність розуму в утворенні понять, ідей, теорій. Окрім того, в онтології предметом гострих дискусій є питання про онтологічний статус дій, значень (див. Семантика), цінностей (див. Філософія цінностей). 

Поняття «А.» і «К.» є важливим також в епістемології та філософії науки, зокрема в дослідження філософії пізнання. В емпіричні фундаменталізмі (позитивізмі) джерелом конкретності понять, ідей, теорій вважали факти. Факти дані нам у вигляді чуттєвих сприймань та відповід. описів. Одначе, як показав ще Г.В.Ф. Геґель у статті «Хто мислить абстрактно», безпосередні сприймання (як і будь-яка безпосередність) є чимось А. для мислення: тільки розклад цілого на склад. частини, пізнання зв'язків між цими елементами та об'єднання (синтез) у мисленні елементів у зв'язане ціле дає нам ту конкретність, якої не має безпосереднє сприймання цілого. Більше того, оскільки факти добираються у світлі певної ідеї чи теорії (К. Поппер), то можна твердити, що факт не є чимось простим і безпосередньо цілісним. У сучасній філософії запорукою конкретності певного поняття чи ідеї вважають їх зв'язок з іншими поняттями чи ідеями у межах певного тематичного дискурсу (ширше – інтелектуальні традиції) чи системи понять.

## Висновок
Якщо залишити осторонь суто теоретичні науки (наприклад, математику), то будь-яке поняття набуває конкретності завдяки взаємопов’язаності понять включно з певною сукупністю відповідних фактів. Когерентна (зв’язна) концепція істини якраз і ґрунтується на такому розумінні конкретності істини: вислів Г. Геґеля «істина завжди конкретна» має своїм джерелом когерентне розуміння істини. Будь-яка ідея чи поняття, вирвані з контексту тематичного дискурсу (чи з певної системи понять), стають загальними або невизначеними, тобто абстрактними.